# 373 Dywizja Strzelecka (ZSRR)
373 Dywizja Strzelecka (ros. 373-я стрелковая дивизия) – związek taktyczny (dywizja) Armii Czerwonej z okresu II wojny światowej.
Formowanie dywizji zakończono 15 listopada 1941 roku. W czasie agresji III Rzeszy na Związek Radziecki brała udział w bitwie o Dniepr i wyzwoleniu Czerkas. W 1945 roku razem z 31 Dywizją Strzelecką i 214 Dywizją Strzelecką wchodziła w skład 78 Korpusu Strzeleckiego. Dywizja uczestniczyła w ofensywie Armii Czerwonej rozpoczętej 12 stycznia 1945 roku, biorąc udział m.in. w przełamaniu niemieckich fortyfikacji Stellung a2. Następnie brała udział w bitwie o Berlin i operacji praskiej. 373 DS została rozformowana w 1946 roku.

## Dowódcy
- ppłk Wasilij Chmylew
- ppłk Matwiej Eroszkin
- gen. mjr Kuźma Sazonow[5]

## Struktura organizacyjna
- 1235 Pułk Strzelecki
- 1237 Pułk Strzelecki
- 1239 Pułk Strzelecki
- 931 Pułk Artylerii[4]